# Железные (пилотажная группа)
«Железные» (пол. AZL Żelazny) — частная пилотажная группа, выступающая на винтовых учебно-тренировочных самолётах Zlin Z-50 и Z-526 чешского производства.
Базируется в Зелёна-Гура.

## Инциденты
1 сентября 2007 года во время выступления на Radom Air Show 2007 при выходе из петли столкнулись два самолёта группы. Два лётчика погибли.